# Trautvetteria
Trautvetteria es un género con once especies de plantas de flores perteneciente a la familia Ranunculaceae. Se distribuyen por Norteamérica y Asia.
Es una planta herbácea perenne con rizoma corto y fibroso. Las hojas son basales, simples y alternas, las proximales son pecioladas y las distales son sésiles, son palmeadas con 5-11 lóbulos y márgenes serrados. Las flores son hermafroditas agrupadas en inflorescencias terminales. Tienen  3-5 sépalos blanco-verdoso sin pétalos.

## Especies seleccionadas
- Trautvetteria applanata
- Trautvetteria carolinensis
- Trautvetteria caroliniensis
- Trautvetteria fumbriata
- Trautvetteria grandis